# 美地沙明
美地沙明（商品名有：Clédial、Gerdaxyl等）是一种含氮有机化合物，化学式C
16H
19NO
2，可作为抗焦慮藥。